# Liste der Bodendenkmäler in Eching am Ammersee
Auf dieser Seite sind die Bodendenkmäler in der oberbayerischen Gemeinde Eching am Ammersee zusammengestellt. Diese Tabelle ist eine Teilliste der Liste der Bodendenkmäler in Bayern. Grundlage ist die Bayerische Denkmalliste, die auf Basis des Bayerischen Denkmalschutzgesetzes vom 1. Oktober 1973 erstmals erstellt wurde und seither durch das Bayerische Landesamt für Denkmalpflege geführt wird. Die folgenden Angaben ersetzen nicht die rechtsverbindliche Auskunft der Denkmalschutzbehörde.

## Bodendenkmäler in Eching am Ammersee
| Lage                     | Objekt | Akten-Nr.     | Bild           |
| ------------------------ | --- | ------------- | -------------- |
| (Standort)               | Körpergräber der späten römischen Kaiserzeit und Reihengräberfeld des frühen Mittelalters.                                                     | D-1-7932-0006 |                |
| (Standort)               | Niederungsburgstall des hohen oder späten Mittelalters.                                                                                        | D-1-7932-0064 |                |
| (Standort)               | Grabenwerk und Siedlung vor- und frühgeschichtlicher Zeitstellung.                                                                             | D-1-7932-0065 |                |
| (Standort)               | Brücke der römischen Kaiserzeit. | D-1-7932-0091 |                |
| Ringstraße 20 (Standort) | Untertägige mittelalterliche und frühneuzeitliche Befunde im Bereich der katholischen Pfarrkirche St. Peter und Paul und ihrer Vorgängerbauten | D-1-7932-0137 | weitere Bilder |
| Ringstraße 17 (Standort) | Untertägige frühneuzeitliche Befunde im Bereich der katholischen Kapelle St. Sebastian.                                                        | D-1-7932-0138 | weitere Bilder |
| (Standort)               | Abgegangene Kapelle des späten Mittelalters und der frühen Neuzeit (St. Nikolaus) sowie Pestfriedhof der frühen Neuzeit.                       | D-1-7932-0151 |                |